# Villa Spinola (Bussolengo)
Villa Spinola è una villa veneta, la cui costruzione risale al XV secolo, che si trova nel comune di Bussolengo, in provincia di Verona.

## Descrizione
Sorge sopra una collina di fronte al fiume Adige, orientata a Nord, lungo la strada che scende verso il Comune limitrofo di Pescantina sito al di là nel fiume, nella sua piana. La sua posizione è privilegiata perché sita in un punto della zona prevalentemente collinare che domina le valli e i monti della Valpolicella, dalla quale la vista può spaziare dalla città di Verona a est fino ai rilievi che attorniano il lago di Garda a ovest.
L'edificio a tre piani fuori terra è costituito da un corpo principale e da uno secondario a pianta quadrangolare, posto a occidente rispetto al primo.
Risalente al XIII secolo è la torre colombara situata all'estremo orientale del corpo principale.
Successivamente il corpo principale, che in origine era a due piani, dovette essere ampliato con l'aggiunta di un ulteriore corpo a occidente e di una loggia a due piani che venne posta in facciata, in modo tale da legare e unire la parte quattrocentesca con il nuovo intervento.
Oggi, benché il corpo principale della villa, con il loggiato a tre ordini, si trovi in buono stato, lo stesso non si può dire del corpo secondario, che fu restaurato al suo interno in maniera a dir poco irrazionale.
In origine la villa era completamente circondata da un vasto parco ricco di tempietti e di statue che, sul lato nord, scendeva fino al fiume; oggi tutto ciò è stato in buona parte distrutto per la costruzione di un campo sportivo in funzione delle scuole elementari "Citelle", già presenti in epoca fascista e poi abbattute e ricostruite, situate in prossimità di villa Spinola.